# Ramón José Castellano
Pour les articles homonymes, voir Castellano.
Ramón José Castellano, né le 15 février 1903 à Villa Dolores (Argentine) et mort le 27 janvier 1979, est un archevêque argentin, archevêque de Córdoba de 1958 à 1965.

## Carrière
Ramón José Castellano est ordonné prêtre pour l'archidiocèse de Córdoba à l'âge de vingt-trois ans, le 18 septembre 1926. Il devient évêque titulaire de Flavias (de) et évêque auxiliaire de Córdoba et consacré le 28 avril 1945.
Ramón José Castellano est nommé archevêque de l'archidiocèse de Córdoba le 26 mars 1958 par Pie XII, charge qu'il assume jusqu'au 19 janvier 1965 lorsqu'il est nommé archevêque titulaire d'Iomnium (de). Le 13 décembre 1969, il ordonne prêtre Jorge Mario Bergoglio qui, en 2013 est élu pape sous le nom de François.
Il participe au concile Vatican II. Il prend sa retraite définitive le 20 décembre 1970 à l'âge de soixante-sept ans.